# 2007年の映画/8月
- 4日
  - アフロ・パンク（ アメリカ合衆国）
  - おやすみ、クマちゃん（ ポーランド）
  - 怪談（ 日本）
  - カート・コバーン アバウト・ア・サン（ アメリカ合衆国）
  - 消えた天使（ アメリカ合衆国）
  - 劇場版 仮面ライダー電王 俺、誕生!（ 日本）
  - 劇場版 NARUTO -ナルト- 疾風伝（ 日本/アニメ）
  - 彩恋 SAI-REN（ 日本）
  - ディス・イズ・ボサノヴァ（ ブラジル）
  - 電影版 獣拳戦隊ゲキレンジャー ネイネイ!ホウホウ!香港大決戦（ 日本）
  - トランスフォーマー（ アメリカ合衆国）
  - プロヴァンスの贈りもの（ アメリカ合衆国）
  - 水になった村（ 日本）
- 10日
  - オーシャンズ13（ アメリカ合衆国）
- 11日
  - 怪談・牡丹燈籠 もっともっと、愛されたかった。（ 日本）
  - 呪怨 パンデミック（ アメリカ合衆国）
  - ドッグ・バイト・ドッグ（ 香港）
  - トランシルヴァニア（ フランス）
  - ブラッド（ アメリカ合衆国）
- 18日
  - 阿波DANCE（ 日本）
  - キャプテン（ 日本）
  - 純愛 JUN-AI（ 日本・ 中国）
  - スプリング☆デイズ（ 日本）
  - 大ちゃん、大好き。（ 日本）
  - 長江哀歌（ 中国）
  - 伝染歌（ 日本）
  - Tokyo Real（ 日本）
  - 遠くの空に消えた（ 日本）
  - 22才の別れ Lycoris 葉見ず花見ず物語（ 日本）
  - プライス タグ（ 日本）
  - ベクシル 2077日本鎖国（ 日本）
  - WHITE MEXICO ホワイト・メキシコ
  - 酔いどれ詩人になるまえに（ アメリカ合衆国・ ノルウェー）
- 24日
  - グラインドハウス（ アメリカ合衆国）
- 25日
  - 親父（ 日本）
  - 月下美人（ 日本）
  - 恋するマドリ（ 日本）
  - シッコ（ アメリカ合衆国）
  - ショートバス（ アメリカ合衆国）
  - スピードマスター（ 日本）
  - TAXi④（ フランス）
  - たとえ世界が終わっても（ 日本）
  - 厨房で逢いましょう（ ドイツ・ スイス）
  - 童貞。をプロデュース（ 日本）
  - Life 天国で君に逢えたら（ 日本）
  - ラッシュアワー3（ アメリカ合衆国）
  - 私のちいさなピアニスト（ 韓国）